# Otok Šćedro
Otok Šćedro är en ö i Kroatien.   Den ligger i länet Dalmatien, i den södra delen av landet, 300 km söder om huvudstaden Zagreb. Arean är 8,4 kvadratkilometer.
Terrängen på Otok Šćedro är platt. Öns högsta punkt är 105 meter över havet. Den sträcker sig 2,1 kilometer i nord-sydlig riktning, och 6,5 kilometer i öst-västlig riktning.